# K.u.k. Husarenregiment „Wilhelm II. Deutscher Kaiser und König von Preußen“ Nr. 7

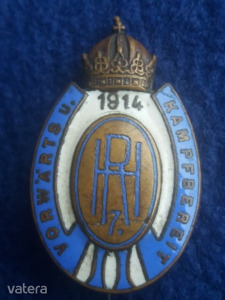
Abzeichen des K.u.k. Husarenregiment Nr. 7

Das Jazigier und Kumanier Husarenregiment „Wilhelm II. Deutscher Kaiser und König von Preußen“ Nr. 7 war ein Kavallerieverband der Österreichisch-Habsburgischen und später der Gemeinsamen Armee innerhalb der Österreichisch-Ungarischen Landstreitkräfte.
Alle Ehrennamen der Regimenter wurden im Jahre 1915 ersatzlos gestrichen. Das Regiment hieß von da an offiziell nur noch „Husarenregiment Nr. 7“.

## Errichtung
- Mit Erlass vom 28. April 1798 wurde aus den 3. Majors-Divisionen der Husarenregimenter „Erzherzog Ferdinand“ Nr. 3, „Vécsey“ Nr. 4, „Blankenstein“ Nr. 6 und „Mészáros“ Nr. 10 das Husarenregiment Nr. 7 in Veröcze in Slawonien aufgestellt
- 1860 wurde die aufzulösende 4. Division im Regiment verteilt, 4 Korporale und 20 Husaren an das Freiwilligen-Husarenregiment Nr. 2 abgegeben

## Status und Verbandszugehörigkeit 1914
IV. Korps – 1. Kavallerie Truppendivision – 7. Kavalleriebrigade
Nationalitäten: 98 % Magyaren – 2 % Sonstige
Regimentssprache: ungarisch
Garnison: Stab, II. Div: Debreczen – I. Div: Nagyvárad
Kommandant: Oberst Béla Berzeviczy von Berzevicze und Kakas-Lomnitz
Uniform: Lichtblaue Attila mit weißen Oliven (Knöpfen) und lichtblauem Tschakobezug

### Ergänzungsbezirke
- Fünfkirchen
- 1857 auch aus Ödenburg
- 1860–83 aus Kaposvár
- 1883–89 Kecskemét und Szolnok
- Ab 1889 aus dem Bereich des IV. Korps (Budapest)

## Friedensstandorte
| I. | II. | III. |
| --- | --- | --- |
| - 1798 Veröcze und Wolfsberg in Krain - 1801 Görz, dann Troppau - 1802–1805 Bochnia - 1806 St. Georgen (Pressburg), dann Melk - 1807 Wien - 1808–10 Ungarisch Brod, dann Grosswardein - 1811–12 Békéscsaba, dann Zloczów - 1814–15 Turin, dann Cremona - 1815 Lambach - 1816 Esseg - 1821 Vukovar - 1830 Cremona | - 1839 Mailand - 1844 Vicenza - 1847–48 Padua - 1849 Florenz - 1851 Vicenza - 1853 Mailand - 1857 Graz - 1859 Laibach, danach Lancut - 1862 Brezany - 1864 Tarnopol - 1865–66 Brezany | - 1866 Villach, dann Wessely - 1868 Wien - 1871 Fünfkirchen - 1876 Sissek - 1876–78 Ruma - 1878 Marburg - 1882 Fünfkirchen - 1887 Kecskemét - 1893 Wien - 1897 Grosswardein - 1899–1914 Stab / II. Div Debreczin – I. Div, Nagy-Varad |

## Regimentskommandanten
- 1903  Alfred Graf Zedwitz  Oberst
- 1909  Bruno Freih. v. Schönberger  Oberst
- 1912  Béla Berzeviczy v. Berzevicze u. Kakas-Lomnitz  Oberst

## Regimentsinhaber
- 1798–1801 unbesetzt

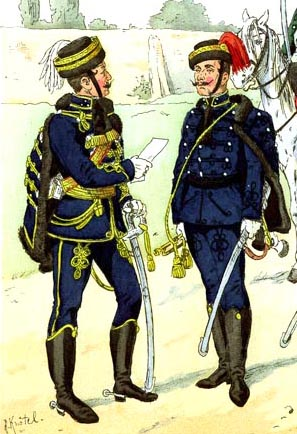
Rittmeister und Trompeter 1859

- 1801 Feldmarschalleutnant Johannes Fürst Liechtenstein
- 1836 Feldmarschalleutnant Heinrich LXIV. Fürst Reuß-Köstritz
- 1857 Feldmarschalleutnant Freiherr Karl von Simbschen
- 1864 Friedrich Carl, Prinz von Preußen
- 1888 Wilhelm, Kronprinz des Deutschen Reiches und Preußens
- 1888 Wilhelm II. Deutscher Kaiser und König von Preußen

## Gefechtskalender
→Koalitionskriege
- 1799 Kämpfe bei Verona, Magnano, Trezzo und im Piemont bei Rivoli. Bei der Belagerung von Mantua war eine Eskadron am 8. Mai bei der Abwehr eines Ausfalls der Festungsbesatzung beteiligt.
- 1800 Schlacht am Mincio (Piemont)
- 1801 Rückzugsgefechte bei Colognola
- 1805 steht das Regiment im Korps Kienmayer am Inn. Rückzugsgefechte bis Vöcklabruck, und über den Pyhrn-Pass in das obere Enns-Tal. Später bei Marburg zu den Truppen des Feldmarschallleutnant Chasteler gestoßen.
- 1809 Zum Korps Hiller nach Deutschland abgestellt, kämpfte eine Division bei Haag und Landshut. Im Mai nach Wien verlegt, führte eine Division ein Gefecht vor der Stadt zwischen dem Burgtor und dem Kärntnertor  Nur geringfügige Einsätze in der Schlacht bei Aspern und der Wagram. Rückzugsgefechte bei Korneuburg und Hollabrunn

Russischer Feldzug
- 1812 im Oktober als Verstärkung zum Korps Schwarzenberg abgestellt, Kämpfe bei Wysoko-Litowsk und Izabelin, ein Teil des Regiments führte ein Scharmützel bei Mokrany, wo es den Russen große Verluste zufügten und einige Munitionswagen erbeuteten.

Befreiungskriege
- 1813 Kämpfe an der böhmisch-sächsischen Grenze bei Böhmisch-Leipa, Niemes, Rumburg und Stolpen. Aufklärungsunternehmen gegen den Brückenkopfe von Pirna. Kämpfe in der Völkerschlacht bei Leipzig, zwei Eskadronen bei Weimar.
- 1814  Teile des Regiments führten von Genf aus Streifzüge nach Südfrankreich durch.

Herrschaft der Hundert Tage
- 1815 Feldzug gegen Marschall Murat. Kämpfe bei Ronco und Pesaro. Drei Divisionen rückten bis Neapel vor. Die Veliten-Division war bei der Besatzung in Mailand zurückgeblieben
- 1831 Teile des Regiments  waren an der Unterdrückung der Aufstände in der Romagna eingesetzt. Gefechte bei Secchia und Rimini.

Revolution von 1848/49 im Kaisertum Österreich
- 1848 lag das Regiment in Italien. Gefechte bei Sona und Volta. Eine Division wurde von Parma nach Fiume überschifft. Eine andere lag bei den Besatzungstruppen von Mantua. Das Regiment wurde dann in Mailand wieder zusammengezogen.
- 1849 Das Regiment wurde Divisionsweise auf einzelnen Brigaden verteilt und  kämpfte bei Mortara und der Schlacht bei Novara. Feldzug in die Toscana mit Kämpfen gegen die Freikorps von Garibaldi.

Sardinischer Krieg
- 1859 Küstenschutz zwischen Isonzo und Tagliamento.

Deutscher Krieg
- 1866 Zum IV. Korps der Nordarmee abgestellt, kämpften vier  Eskadronen bei Schweinschädel und in der Schlacht von Königgrätz. Eine Eskadron steht bei den Besatzungstruppen von Olmütz.

Bosnische Annexionskrise
- 1878 war das Regiment bei der Okkupation von Bosnien eingeteilt. Die 5. Eskadron geriet bei Maglaj in einen Hinterhalt und erlitt große Verluste. Einzelne Abteilungen fochten bei Tuzla, Gračanica (Doboj) und Bandin-Odjak.

Erster Weltkrieg
Im Ersten Weltkrieg sahen sich die Husaren den unterschiedlichsten Verwendungen ausgesetzt. Sie kämpften zunächst im Regimentsverband kavalleristisch, wurden aber auch auf allen Kriegsschauplätzen infanteristisch verwendet.
Nach der Proklamation Ungarns als eigenständiger Staat im Oktober 1918 wurden die ungarischstämmigen Soldaten von der Interimsregierung aufgerufen, die Kampfhandlungen einzustellen und nach Hause zurückzukehren. In der Regel wurde dieser Aufforderung Folge geleistet. Somit war der Verband seinem bisherigen Oberkommando, dem k.u.k. Kriegsministerium entzogen und konnte von diesem nicht demobilisiert und allenfalls theoretisch aufgelöst werden. Ob, wann und wo eine solche Auflösung stattgefunden hat, ist gegenwärtig nicht bekannt.
- Der Landsmannschaftliche Hinweis und Namenszusatz Jazigier und Kumanier war dem Regiment für alle Zeiten zugesagt worden. Nichtsdestoweniger verlor das Regiment, wie alle Regimenter der Österreichisch-Ungarischen Armee, im Jahre 1915 alle Ehrennamen.

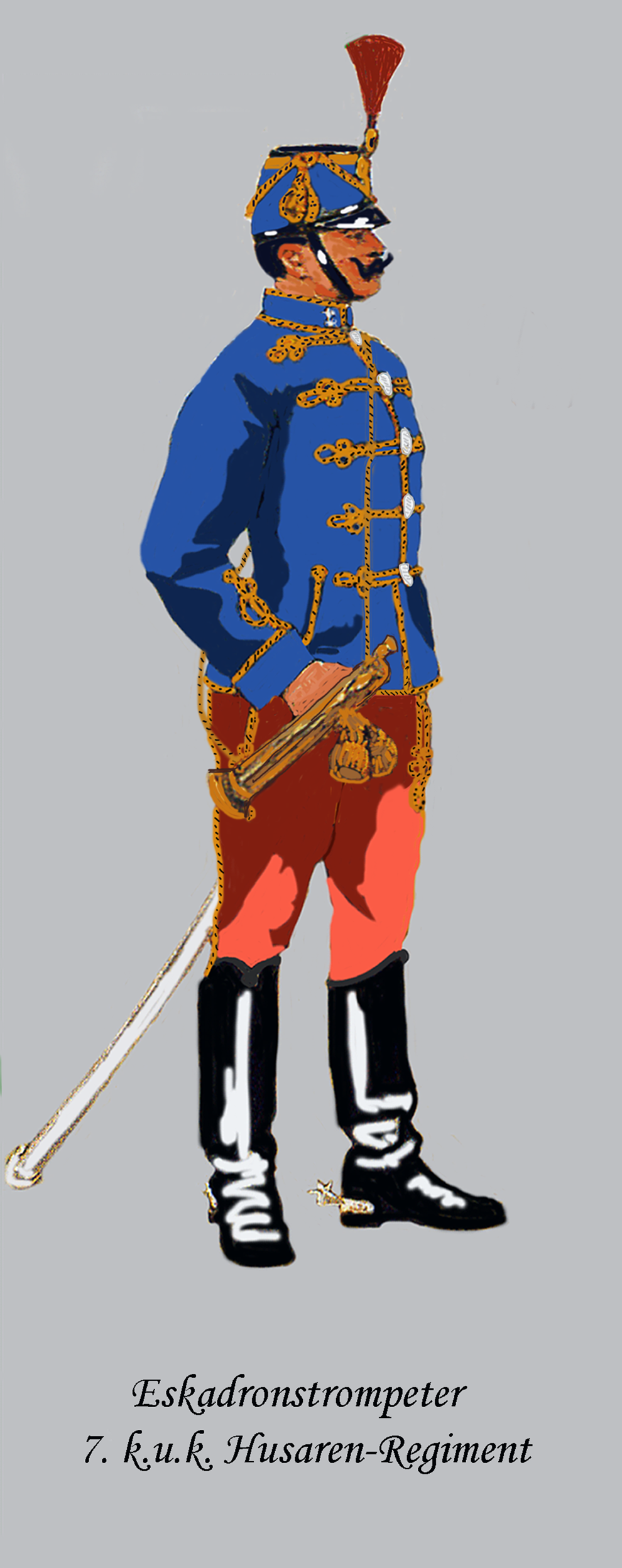
Uniform bis 1916

## Gliederung
Ein Regiment bestand in der Österreichisch-Ungarischen Kavallerie in der Regel ursprünglich aus drei bis vier (in der Ausnahme auch mehr) Division. (Mit Division wurde hier ein Verband in Bataillonsstärke bezeichnet. Die richtige Division wurde Infanterie- oder Kavallerie-Truppendivision genannt.) Jede Division hatte drei Eskadronen, deren jede wiederum aus zwei Kompanien bestand. Die Anzahl der Reiter in den einzelnen Teileinheiten schwankte, lag jedoch normalerweise bei etwa 80 Reitern je Kompanie.
Die einzelnen Divisionen wurden nach ihren formalen Führern benannt:
- die 1. Division war die Oberst-Division
- die 2. Division war die Oberstlieutenant (Oberstleutnant)-Division
- die 3. Division war die Majors-Division
- die 4. Division war die 2. Majors-Division

Im Zuge der Heeresreform wurden die, zu diesem Zeitpunkt aus drei Divisionen bestehenden Kavallerie-Regimenter ab 1860 auf zwei Divisionen reduziert.
Bis zum Jahre 1798 wurden die Regimenter nach ihren jeweiligen Inhabern (die nicht auch die Kommandanten sein mussten) genannt. Eine verbindliche Regelung der Schreibweise existierte nicht. (z. B. Regiment Graf Serbelloni – oder Regiment Serbelloni.) Mit jedem Inhaberwechsel änderte das betroffene Regiment seinen Namen. Nach 1798 galt vorrangig die nummerierte Bezeichnung, die unter Umständen mit dem Namen des Inhabers verbunden werden konnte.
Bedingt durch diese ständige Umbenennung sind die Regimentsgeschichten der österreichisch-ungarischen Kavallerie nur sehr schwer zu verfolgen. Hinzu kommt die ständige und dem Anschein nach willkürliche, zu Teil mehrfache Umklassifizierung der Verbände. (Zum Beispiel: Böhmisches Dragoner-Regiment „Fürst zu Windisch-Graetz“ Nr. 14)
- siehe: k.u.k. Husaren